# Lettre d'Amarna EA 1
La lettre d'Amarna EA 1 fait partie d'une archive de tablettes d'argile contenant la correspondance diplomatique entre l'Égypte et d'autres souverains du Proche-Orient pendant le règne du pharaon Akhenaton, de son prédécesseur Amenhotep III et de ses successeurs. Ces tablettes ont été découvertes à Amarna et sont donc connues sous le nom de lettres d'Amarna. Toutes les tablettes sont inscrites en écriture cunéiforme,.
Les lettres EA 1 à EA 14 contiennent la correspondance entre l'Égypte et la Babylonie. Seules trois d'entre elles, EA 1,  EA 5 et EA 14 ont été envoyées d'Égypte à Babylone. Les onze autres ont été écrites par des Babyloniens.
La lettre, également intitulée « Le pharaon se plaint au roi de Babylone », a été écrite par le pharaon Amenhotep III au roi Kadashman-Enlil Ier. La tablette elle-même est faite de marne trouvée près d'Esna.
Les translittérations et traductions ont été faites par Rainey en 1989-1990 et 1995 à 1996, et Cochavi-Rainey en 1993 et les traductions ont été faites par Moran en 1992 et Liverani en 1999,.

## Traduction
La lettre comprend les informations suivantes :

« Mes filles qui sont mariées à des rois voisins, si mes messagers s'y rendent, elles parlent avec elles, elles m'envoient un cadeau de salutation. Mais celle qui est avec toi est pauvre.
Parle à Kardasman-Enlil, roi du pays de Karaduniash, mon frère ! Ainsi parle Nibmu'are'a, le grand roi, roi du pays d'Égypte, ton frère. Avec moi tout va bien : que tout aille bien avec toi. Avec ta maison, avec tes femmes, avec tes fils, avec tes hauts fonctionnaires, avec tes chars, (et) au milieu de tes territoires, que tout soit extrêmement bien. Avec moi, tout va bien, avec ma maison, mes femmes, mes hauts fonctionnaires, mes chevaux, mes chars (et) <mes> troupes, tout va très bien et au sein de mes territoires, tout va très bien.
Maintenant, j'ai entendu le message que tu m'as envoyé à ce sujet, en disant : « Tu cherches ma fille pour en faire ta femme et ma sœur que mon père t'a donnée est là avec toi mais personne ne l'a vue maintenant, qu'elle soit vivante ou morte ». (C'est) ce que tu m'as envoyé dans ta tablette ; ce sont tes paroles. Quand as-tu envoyé ton dignitaire qui connaît ta sœur, qui peut converser avec elle et l'identifier et le laisser converser avec elle ?
Les hommes que tu m'envoies ne sont pas des entités. L'un était le [...] de Zaqara, l'autre était un troupeau d'ânes du pays de [...]. Il n'y en a pas un parmi eux qui [la] connaisse, qui ait été proche de ton père et qui [puisse] l'identifier.
Et quant aux envoyés qui vous ont dit qu'elle n'était pas votre sœur, il n'y en avait aucun parmi les deux qui la connaissaient et qui pouvait vous dire qu'elle était bien vivante. A-t-on donné [quelque chose] dans [sa] main pour le livrer à sa mère ?
Et quant à ton écrit, disant « Tu as parlé à mes envoyés alors que tes femmes étaient assemblées, debout devant toi, en disant Voici ta maîtresse qui se tient devant toi alors que mes envoyés ne l'ont pas reconnue, était-ce ma sœur qui lui ressemble ? ». Et maintenant vous écrivez, disant « Mes envoyés ne l'ont pas reconnue », et vous dites, « Alors qui l'a identifiée ? » Pourquoi n'envoyez-vous pas votre dignitaire qui vous dira la vérité, le bien-être de votre sœur qui est ici ? Vous pourrez alors faire confiance à celui qui entrera pour voir( !) sa maison et sa relation avec le roi.
Et quand tu écris : « C'est peut-être la fille d'un humble personnage, soit un Kaskean, soit une fille du pays de Khanigalbat, ou peut-être du pays d'Ugarit, que mes envoyés ont vue. Qui peut se fier à ceux qui sont comme elle ? Celle-ci n'a pas ouvert la bouche. On ne peut leur faire confiance en rien. » Ce sont vos paroles. Et si yo [notre soeur] est morte, alors pourquoi cacheraient-ils [son] de[ath] et pourquoi présenterions-nous un autre... Le grand dieu Amon sait que votre soeur est vivante !
Je l'ai nommée sœur de la reine mère comme maîtresse de maison [...une] épouse de [...].
[...] concernant toutes [mes] femmes [...] que les rois du pays d'Égypte [...] dans le pays d'Égypte. Et comme tu as écrit en disant : « Quant à mes filles qui sont mariées à des rois, elles sont voisines, si mes envoyés s'y rendent, ils conversent avec les m[...] et ils me font un cadeau. Celle qui est ainsi [...] ». Peut-être que les rois qui sont vos voisins sont riches et puissants ; vos filles acquièrent quelque chose auprès d'eux et vous l'envoient, mais qu'a-t-elle, elle, votre sœur qui est avec moi ? Mais dès qu'elle aura acquis quelque chose, elle te l'enverra. Est-il convenable que vous donniez vos filles pour acquérir un vêtement de vos voisins ?
Et quant à citer les paroles de mon père, laissez tomber ! Ne parlez pas de ses paroles ! De plus, « Établissez une fraternité amicale entre nous ». C'est ce que vous avez écrit, ce sont vos paroles. Or, nous sommes frères, moi et toi, tous les deux, mais je me suis mis en colère à propos de tes envoyés, car ils te parlent en disant : « On ne nous donne rien à nous qui allons en Égypte ». Ceux qui viennent à moi, l'un des deux va-t-il [sans] prendre de l'argent, de l'or, de l'huile, des vêtements, tout ce qui est agréable [plus que d'un] autre pays, mais il dit le mensonge à celui qui l'envoie ? La première fois, tes envoyés sont allés chez ton père et leurs bouches disaient des contrevérités. La deuxième fois, ils sont allés [et] ils te disent des mensonges. Alors j'ai dit moi-même : « Si je leur donne quelque chose ou si je ne leur donne rien, ils diront aussi des mensonges », et j'ai pris une décision à leur sujet ; je ne leur ai pas donné davantage.
Et comme tu l'as écrit, en disant : « Tu as dit à mes envoyés : "Votre maître n'a-t-il pas de troupes ? La fille qu'il m'a donnée n'est pas belle ! » Ce sont vos paroles. Pas du tout ! Vos envoyés vous disent ainsi des contrevérités ! S'il y a des guerriers ou s'il n'y en a pas, cela m'est connu. Pourquoi faut-il lui demander si vous avez des troupes ou si vous avez des chevaux ? Non ! N'écoute pas tes deux envoyés que tu envoies ici et qui ont des mensonges dans la bouche ! Peut-être ont-ils peur de toi, si bien qu'ils disent des mensonges pour échapper à ton châtiment ?
Comme tu as parlé en disant : « Il a placé mes chars parmi les chars des chefs de la ville, tu ne les as pas revus séparément ! Tu les as humiliés devant la foule qui est ainsi et ( ?) tu ne les as pas rev[ie]s séparément ». En vérité, les chars sont ici ; en vérité, les chevaux de mon pays sont ici ! Il fallait fournir tous les chevaux des chars.
Quand tu as envoyé à ma main un vase pour oindre la tête de la jeune fille, tu m'as envoyé un don d'huile pure. Devons-nous rire ? »